# Parlamentsvalet i Indien 1989
Parlamentsvalet i Indien 1989 var ett  allmänt val i Indien i maj och juni 1989 för att utse den nionde Lok Sabhan, landets direktvalda underhus. Lok Sabha hade då 545 ledamöter. Valdeltagandet var 61,95 procent.

## Mandatfördelning
Först listas partier erkända som National Parties, sedan partier erkända som State Parties och sist icke erkända partier som vunnit mandat. Icke erkända partier som inte vunnit något mandat listas inte.
| Parti                                                   | Förkortning | Andel röster | Mandat |
| ------------------------------------------------------- | ----------- | ------------ | ------ |
| Bharatiya Janata Party                                  | BJP         | 11,36        | 85     |
| Communist Party of India                                | CPI         | 2,57         | 12     |
| Communist Party of India (Marxist)                      | CPI(M)      | 6,55         | 33     |
| Indian Congress (Socialist)                             | IC(S)       | 0,33         | 1      |
| Kongresspartiet                                         | INC         | 39,53        | 197    |
| Janata Dal                                              | JD          | 17,79        | 143    |
| Janata Party                                            | JP          | 1,01         | 0      |
| Lok Dal (Bahuguna)                                      | LD (B)      | 0,2          | 0      |
| All India Anna Dravida Munnetra Kazhagam                | AIADMK      | 1,5          | 11     |
| All India Forward Bloc                                  | AIFB        | 0,42         | 3      |
| Dravida Munnetra Kazhagam                               | DMK         | 2,39         | 0      |
| Indian Congress (J) Trikha Group                        | ICJ(TG)     | 0,0          | 0      |
| Indian Union Muslim League                              | MUL         | 0,32         | 2      |
| Jammu & Kashmir National Conference                     | NC          | 0,2          | 3      |
| Jammu & Kashmir Panthers Party                          | JPP         | 0,0          | 0      |
| Kerala Congress                                         | KC          | 0,02         | 0      |
| Kuki National Assembly                                  | NC          | 0,04         | 0      |
| Maharashtrawadi Gomantak Party                          | MGP         | 0,04         | 1      |
| Manipur Peoples Party                                   | MPP         | 0,05         | 0      |
| Mizo National Front                                     | MNF         | 0,02         | 0      |
| Nagaland Peoples Council                                | NPC         | 0,08         | 0      |
| Peoples Party of Arunachal                              | PPA         | 0,3          | 0      |
| Peasants and Workers Party of India                     | PWPI        | 0,21         | 0      |
| Revolutionary Socialist Party                           | RSP         | 0,62         | 4      |
| Shiromani Akali Dal                                     | SAD         | 0,03         | 0      |
| Shiromani Akali Dal (Badal)                             | SAD(B)      | 0,14         | 0      |
| Sikkim Sangram Parishad                                 | SSP         | 0,03         | 1      |
| Telugu Desam Party                                      | TDP         | 3,29         | 2      |
| Akhil Bharatiya Hindu Mahasabha                         | ABHS        | 0,07         | 1      |
| All India Majlis-e-Ittehadul Muslimen                   | AIMIM       | 0,21         | 1      |
| Bahujan Samaj Party                                     | BSP         | 2,07         | 3      |
| Gorkha National Liberation Front                        | GNLF        | 0,14         | 1      |
| Indian Peoples Front                                    | IPF         | 0,25         | 1      |
| Jharkhand Mukti Morcha                                  | JMM         | 0,34         | 3      |
| Kerala Congress (Mani)                                  | KC(M)       | 0,12         | 1      |
| Marxist Coordination Committee                          | MCO         | 0,08         | 1      |
| Shiromani Akali Dal (Simranjit Singh Mann)              | SAD(M)      | 0,77         | 6      |
| Shiv Sena                                               | SS          | 0,11         | 1      |
| Oberoende                                               | -           | 5,25         | 12     |
| Utsedda av presidenten för den angloindiska minoriteten | -           | -            | 2      |